# Sarcófago do Triunfo de Baco (Lyon)

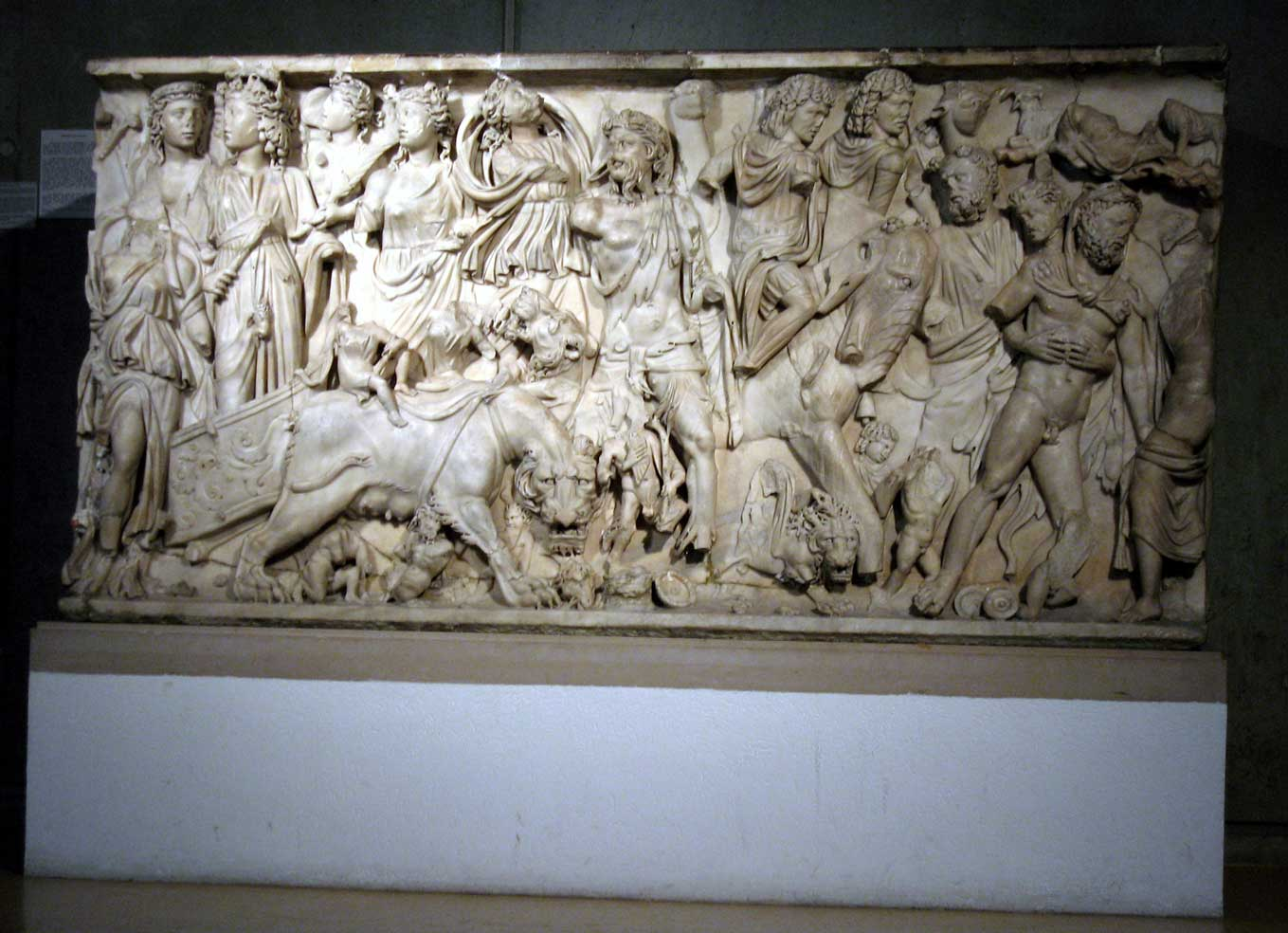
O Sarcófago do Triunfo de Baco

O Sarcófago do Triunfo de Baco é um sarcófago de pedra monumental da Roma Antiga de mármore de Carrara . O estilo e a alta qualidade dos seus relevos e a escolha de Baco triunfando sobre a Índia como seu tema sugere que veio de uma oficina romana e possivelmente data do início do século III, do reinado de Caracala ao de Helgábalo . Foi redescoberto por volta de 1800 na colina Saint-Just em Lyon, França, durante a reconstrução da Église Saint-Irénée. Naquela época foi partido em três pedaços e enterrado 4 metros abaixo da escadaria da igreja, de onde foi exumado em 1824 por A. Comarmond durante as obras de restauro da igreja. Agora está no Museu Galo-Romano de Lyon .